# 高流量加溫濕化氧氣治療
高流量加溫濕化氧氣治療 （英語：Heated humidified high-flow oxygen therapy，簡稱 HHHF），又稱高流量鼻導管氧氣治療（英語：high flow nasal cannula therapy，簡稱為 HFNC），或稱經鼻高流量氧氣治療（英語：high flow nasal oxygen，簡稱為 HFNO），是一種呼吸系統的輔助治療。由於傳統鼻導管會造成鼻黏膜乾燥與刺激，每分鐘僅能提供1-6公升的醫療氣體，無法支持需氧量更高的患者。HHHF則透過設備將氣體溫度加熱到人體體溫，也就是37°C，並濕化至理想的人體飽和蒸氣壓，藉此提供更高流量的氧氣治療，並洗出殘存於上呼吸道內呼出的廢氣。其每分鐘提供的醫療氣體流量可達到60公升，為傳統鼻導管供氧上限的10倍之多。
該治療特色是：经鼻、控温、加湿、高流量的氧气供给，適用於仍可自主呼吸，却呼吸功能無法滿足身體所需的患者。在一些症狀相對較不嚴重的患者，可以減少使用非再吸入型面罩或氣管插管的機會，亦能大幅提升患者的舒適度、及減少呼吸不順的情形。

## 醫療用途
適用此療法的患者為呼吸作功增加，但仍可自發性呼吸者，相關病症包含呼吸衰竭、氣喘惡化、慢性阻塞性肺病急性惡化、支氣管炎、肺炎及鬱血性心臟衰竭等，也可以作為氣管內管拔除後的橋接性治療，可減少再插管率。此外亦可用於全身麻醉手術的患者，保障其呼吸道暢通。

### 治療效益
此療法可在基本氧療設備上為臨床患者提供更高的吸入氧氣分壓 (簡稱為 FiO2），避免用到非再吸入型面罩或甚至氣管插管。透過降低機械性呼吸器的需求，進而降低機械性呼吸器相關肺炎的風險。有些患者因支氣管痙攣而需要短期呼吸支持，此療法也可減少病人因短期症狀，而進入到侵襲性氧氣治療的情形。且因其為非侵入性治療，患者仍可說話及下床活動。
除了提供高流量的氧氣之外，HHHF也可以提供部分呼氣末期正壓（PEEP），協助肺部擴張，降低呼吸速率，提升患者的潮氣容積。其導管設備能改善呼吸衰竭、氧氣飽和度，以及患者的舒適度。亦有人提出可以治療嚴重甚至危急的COVID-19患者。
加溫加濕氣體能夠增加黏膜對異物的清除能力，有助排除分泌物，且能減少支氣管產生的過度反應症狀（Hyper-response symptoms）。已證實對睡眠呼吸中止症患者有所裨益 。
與常規非侵襲性氧氣治療相比，HHHF可以顯著增加氧合，改善舒適度，減少插管率，但無法減少死亡率、加護病房住院天數、整體住院天數。目前尚無證據顯示有所危害。

### 供氧效果
醫療用呼吸道供氧設備的效果是以FiO2作為單位，FiO2越高，患者所獲得的氧分壓越高。由於大氣中的氧氣約 21% 左右，一般正常人在常規呼吸狀態下的 FiO2 就約為 21%。鼻導管雖然提供純氧，但氧含量會被環境中的空氣所稀釋。在呼吸平順的狀態下，一般成年人的鼻孔於吸氣時的氣流流量約為 12 L/min（公升/分鐘）左右，對於輕度呼吸窘迫的患者，其流量可能超過 30公升/分鐘，計算起來患者能透過鼻導管吸入的FiO2約為 24-50% 左右。在HHHF出現之前，若患者需要更高的FiO2，必須要使用面罩或是插管。HHHF可提供 60 L/min 的純氧，FiO2最高可達100%，且HHHF可提供部分呼氣末期正壓（PEEP），避免肺泡塌陷，減少呼吸阻力，進而提升供氧效果。

### 新生兒
此療法目前已可用於新生兒及兒童患者，HHHF可能可減少呼吸窘迫新生兒的呼吸作功，讓新生兒能有餘裕多方利用其他代謝路徑，有助於降低仰賴機械性呼吸器的天數，幫助增加體重，進而縮短其整體住院天數。
在新生兒加護病房中，該療法在治療新生兒呼吸窘迫症（NDS）的早產兒上，再插管率與鼻導管持續正壓呼吸器（nasal CPAP）相仿，且可以減少鼻孔創傷以及氣胸的機會，但有較高機率須轉為CPAP治療，因此部分指引仍建議以CPAP進行NDS的初始治療。該療法也可以作為拔除氣管內管後的支持治療。

## 機轉
一般供給醫療用氣體的鼻導管，最大流速一般不得超過 6 公升/分鐘。醫療用氧氣通常是不含水分的高壓氣體，其壓力通常約為 50 psi（350 kPa）左右；當高壓的氣體回復到正常大氣壓力時，體積會膨脹導致溫度下降。乾燥且寒冷的空氣進入到鼻腔，對呼吸道黏膜具有刺激性，可能導致鼻黏膜乾燥、出血、可能因為身體降溫而增加代謝需求、乾燥的氣體也會降低黏膜對異物的清除能力。

### 通氣
高流量供氧設備由一套鼻導管、一套高流量的氣體供給系統，及高壓醫療氣體所構成，並藉由鼻導管提供呼吸所需的氧氣。HHHF的供氧系統直徑及供氣孔徑較傳統鼻導管小，使氣體流速加快，讓氣體以更高的速度進入上呼吸道，讓流動的新鮮空氣代換積聚在死腔（dead space）內的空氣。新鮮的氣流可促進呼氣功能，將呼氣末殘留的氣體洗出呼吸道，為呼吸道空出容量，有助於患者吸入新鮮空氣。因此，HHHF的鼻導管的管面積不能超過鼻孔面積的一半，使呼吸道的氣流有足夠的空間流出，使患者吸入的氣體接近設備所設定的FiO2。

### 加溫加濕
氣流的流速越高，其加溫加濕及調節也更重要。若氣流未經加濕，乾燥空氣對肺部組織所造成的負面影響，很快就會蓋過此療法在促進氧合、換氣等方面的療效。供給的氣體也會使用加濕器將相對濕度提升至接近100%。在氣體運輸的同時，也會對管路進行加溫，避免氣體降溫及水蒸氣凝結。一般而言，HHHF的氣體溫度會建議設置於正常人體體溫，也就是 37°C。

## 歷史
HHHF設備的概念雛形是由美國新罕布夏州的 Vapotherm 公司所提出，一開始是為了治療賽馬所開發。1999年起，才將HHHF的概念導入人類身上。

## 附註
1. 1 2  Booth, A. W. G.; Vidhani, K.; Lee, P. K.; Thomsett, C.-M. . British Journal of Anaesthesia. 2017-03-01, 118 (3): 444–451. ISSN 0007-0912. PMC 5409133 . PMID 28203745. doi:10.1093/bja/aew468.
2. ↑  Granton, David; Chaudhuri, Dipayan; Wang, Dominic; Einav, Sharon; Helviz, Yigal; Mauri, Tommaso; Mancebo, Jordi; Frat, Jean-Pierre; Jog, Sameer. . Critical Care Medicine. 2020-11, 48 (11): e1129–e1136. ISSN 0090-3493. doi:10.1097/CCM.0000000000004576 （英语）.
3. 1 2 3 4  Waugh, J. B.; Granger, W. M. . Respiratory Care. 2004, 49 (8): 902–906. PMID 15271229.
4. ↑  Waugh, J. B.; Granger, W. M. . Respiratory Care. 2004, 49 (8): 902–906. PMID 15271229.
5. ↑  Spentzas, Thomas; Minarik, Milan; Patters, Andrea B.; Vinson, Brett; Stidham, Greg. . Journal of Intensive Care Medicine. 2009-10-01, 24 (5): 323–328. ISSN 1525-1489. PMID 19703816. S2CID 25585432. doi:10.1177/0885066609340622.
6. ↑  Geng, Shike, Mei, Qing, Zhu, Chunyan, et al.  High flow nasal cannula is a good treatment option for COVID-19.   Heart Lung. 2020;49(5):444-445.  doi:10.1016/j.hrtlng.2020.03.018.
7. ↑  Roca, O.; Riera, J.; Torres, F.; Masclans, J. R. . Respiratory Care. 2010, 55 (4): 408–413  [2021-06-22]. PMID 20406507. （原始内容存档于2021-07-22）.
8. ↑  McGinley, B. M.; Patil, S. P.; Kirkness, J. P.; Smith, P. L.; Schwartz, A. R.; Schneider, H. . American Journal of Respiratory and Critical Care Medicine. 2007, 176 (2): 194–200. PMC 1994212 . PMID 17363769. doi:10.1164/rccm.200609-1336OC.
9. 1 2  Rochwerg, B.; Granton, D.; Wang, D. X.; Helviz, Y.; Einav, S.; Frat, J. P.; Mekontso-Dessap, A.; Schreiber, A.; Azoulay, E.; Mercat, A.; Demoule, A.; Lemiale, V.; Pesenti, A.; Riviello, E. D.; Mauri, T.; Mancebo, J.; Brochard, L.; Burns, K. . Intensive Care Medicine. 19 March 2019, 45 (5): 563–572. PMID 30888444. S2CID 83463457. doi:10.1007/s00134-019-05590-5.
10. 1 2  Ferreyro, Bruno L.; Angriman, Federico; Munshi, Laveena; Del Sorbo, Lorenzo; Ferguson, Niall D.; Rochwerg, Bram; Ryu, Michelle J.; Saskin, Refik; Wunsch, Hannah. . JAMA. 2020-07-07, 324 (1): 57  [2021-06-23]. ISSN 0098-7484. doi:10.1001/jama.2020.9524. （原始内容存档于2022-06-15） （英语）.
11. ↑  O’Driscoll, B. R.; Howard, L. S.; Davison, A. G. . Thorax. 2008-10-01, 63 (Suppl 6): vi1–vi68  [2021-06-23]. ISSN 0040-6376. PMID 18838559. doi:10.1136/thx.2008.102947. （原始内容存档于2022-03-02） （英语）.
12. ↑  Helviz, Yigal; Einav, Sharon. . Critical Care. 2018-03-20, 22 (1): 71. ISSN 1364-8535. PMC 5861611 . PMID 29558988. doi:10.1186/s13054-018-1990-4.
13. ↑  Manley, Brett J.; Dold, Simone K.; Davis, Peter G.; Roehr, Charles C. . Neonatology. 2012, 102 (4): 300–308  [2021-06-23]. ISSN 1661-7800. doi:10.1159/000341754. （原始内容存档于2022-04-08） （英语）.
14. ↑  Holleman-Duray, D; Kaupie, D; Weiss, M. G. . Journal of Perinatology. 2007, 27 (12): 776–81. PMID 17855805. doi:10.1038/sj.jp.7211825 .
15. 1 2  Wilkinson, Dominic; Andersen, Chad; O'Donnell, Colm PF; De Paoli, Antonio G; Manley, Brett J. Cochrane Neonatal Group , 编. . Cochrane Database of Systematic Reviews. 2016-02-22. doi:10.1002/14651858.CD006405.pub3 （英语）.
16. ↑  Bruet, Shaam; Butin, Marine; Dutheil, Frederic. . Archives of Disease in Childhood - Fetal and Neonatal Edition. 2021-05-20  [2021-06-24]. ISSN 1359-2998. PMID 34016651. doi:10.1136/archdischild-2020-321094. （原始内容存档于2021-12-03） （英语）.
17. ↑  Sweet, David G.; Carnielli, Virgilio; Greisen, Gorm; Hallman, Mikko; Ozek, Eren; te Pas, Arjan; Plavka, Richard; Roehr, Charles C.; Saugstad, Ola D. . Neonatology. 2019, 115 (4): 432–450  [2021-06-24]. ISSN 1661-7800. PMID 30974433. doi:10.1159/000499361. （原始内容存档于2022-07-09） （英语）.
18. 1 2 3 4  Helviz, Y.; Einav, S. . Vincent, Jean-Louis  (编). . Annual Update in Intensive Care and Emergency Medicine. Cham: Springer International Publishing. 2018: 177–191. ISBN 978-3-319-73670-9. doi:10.1007/978-3-319-73670-9_15 （英语）.
19. ↑  Frizzola, M; Miller, T. L.; Rodriguez, M. E.; Zhu, Y; Rojas, J; Hesek, A; Stump, A; Shaffer, T. H.; Dysart, K. . Pediatric Pulmonology. 2011, 46 (1): 67–74. PMC 3332105 . PMID 21171186. doi:10.1002/ppul.21326..
20. ↑  Dysart, K; Miller, T. L.; Wolfson, M. R.; Shaffer, T. H. . Respiratory Medicine. 2009, 103 (10): 1400–5. PMID 19467849. doi:10.1016/j.rmed.2009.04.007. (Review).
21. ↑  Rea, H; McAuley, S; Jayaram, L; Garrett, J; Hockey, H; Storey, L; O'Donnell, G; Haru, L; Payton, M; O'Donnell, K. . Respiratory Medicine. 2010, 104 (4): 525–33. PMID 20144858. doi:10.1016/j.rmed.2009.12.016.
22. ↑  Solomita, M; Daroowalla, F; Leblanc, D. S.; Smaldone, G. C. . Respiratory Care. 2009, 54 (4): 480–6. PMID 19327183.
23. ↑  Hasani, A; Chapman, T. H.; McCool, D; Smith, R. E.; Dilworth, J. P.; Agnew, J. E. . Chronic Respiratory Disease. 2008, 5 (2): 81–6. PMID 18539721. S2CID 206736621. doi:10.1177/1479972307087190.
24. ↑  Waugh, Jonathan.  (PDF). Clinical Foundations.   [2014-04-24]. （原始内容存档 (PDF)于2016-08-19）.
  - US patent (expired) 4722334,Blackmer, Richard H. & Hedman, Jonathan W.,「Method and apparatus for pulmonary and cardiovascular conditioning of racehorses and competition animals」,发行于1988-02-02